# Generalguvernör över Finland
Generalguvernör över Finland var en från början svensk ämbetstitel, som upprättades 1594 (Sveriges första generalguvernör), då Clas Fleming utnämndes till posten. Generalguvernören utgjorde den högsta militära och civila myndigheten över ett område, ofta bestående av flera landskap, och var alltså kungamaktens ställföreträdare. Under 1600-talet upprättades flera svenska generalguvernement både i Östersjöprovinserna och i svenska gränslandskap, särskilt under krigstider. Enligt 1634 års regeringsform skulle de svenska provinserna öster och söder om Finska viken utgöra ett generalguvernement, men kom i praktiken att bestå av flera, vilka stod under den finske generalguvernörens befäl. Dessutom skulle det bara vara riksråd, som utnämndes till generalguvernörer.
Fram till mitten av 1600-talet fanns det ofta en svensk generalguvernör över Finland och den mest kände är greve Per Brahe d.y. Eftersom hans tid som generalguvernör anses särskilt lyckosam för landet har uttrycket i grevens tid i Finland kommit att syfta på denna tid och betyda en lycklig tid, till skillnad från i Sverige, där det har betydelsen av "i sista minuten". Efter 1669 upphörde utnämningen av generalguvernörer över Finland, förutom 1710–1712, då Karl von Nieroth utnämndes, eftersom landet hotades av ryssarna under stora nordiska kriget. Efter dennes död 1712 stod posten tom, eftersom ryssarna strax därefter ockuperade Finland under den så kallade stora ofreden. Efter krigsslutet (1721) utnämndes emellertid inga nya generalguvernörer (med specialundantag för Gustaf Fredrik von Rosen 1747–1751, med anledning av misstänkta ryska truppsammandragningar vid finsk-ryska gränsen), eftersom 1719 och 1720 års regeringsformer uttryckligen avskaffade generalguvernement i Sverige. Johann Balthasar von Campenhausens, som innehade posten 1742–1743, var rysk och styrde under den ryska ockupation av Finland, som benämns lilla ofreden. I 1772 års regeringsform ändrades bestämmelsen till att generalguvernement fick upprättas "om besynnerliga omständigheter därtill föranledde". I Finland återupprättades generalguvernementet dock inte, utan Johan Christopher Toll, som 1801–1809 var generalguvernör över Skåne, blev den siste i Sverige som innehade titeln.
I 1809 års regeringsform förbjöds inrättandet av generalguvernement i Sverige. Genom finska kriget 1808–1809 erövrades dock Finland av Ryssland och redan 1808 upprättades ett ryskt generalguvernement i landet, för både den civila och den militära ledningen. Generalguvernören var ledare för den finska senaten, som var det autonoma storfurstendömet Finlands regering mellan 1808 och 1917. Han var också den ryske tsarens högste representant och fick sina instruktioner direkt från denne. Många av de ryska generalguvernörerna kom att bli starkt ogillade av den finska befolkningen. Den förste på posten, Göran Magnus Sprengtporten, avgick efter bara ett år och Nikolaj Bobrikov blev i början av 1900-talet mördad av nationalisten Eugen Schauman.

## Generalguvernörer under svenska tiden fram till 1808
| Namn                              | Bild | Födelse           | Tillträde        | Frånträde         | Död               | Källor |
| --------------------------------- | ---- | ----------------- | ---------------- | ----------------- | ----------------- | ------ |
| Clas Eriksson Fleming             |      | Cirka 1530        | 1594             | 13 april 1597     | 13 april 1597     |        |
| Nils Turesson Bielke              |      | 5 november 1569   | 1623             | 1631              | 17 december 1639  |        |
| Gabriel Bengtsson Oxenstierna     |      | 18 mars 1586      | 1631             | 1633              | 12 december 1656  |        |
| Per Brahe d.y.                    |      | 18 februari 1602  | 1637             | 1641              |                   |        |
| Per Brahe d.y.                    |      | 1648              | 1654             | 12 september 1680 |                   |        |
| Erik Karlsson Gyllenstierna       |      | 10 december 1602  | 1657             | 23 oktober 1657   | 23 oktober 1657   |        |
| Gustaf Evertsson Horn             |      | 28 maj 1614       | 1657             | 1658              | 27 februari 1666  |        |
| Herman Fleming                    |      | 17 september 1619 | 1664             | 1669              | 28 september 1673 |        |
| Karl von Nieroth                  |      | 1650              | 1710             | 25 januari 1712   | 25 januari 1712   |        |
| Johann Balthasar von Campenhausen |      | 30 juni 1689      | 1742             | 1743              | 28 februari 1758  |        |
| Gustaf Fredrik von Rosen          |      | 6 augusti 1688    | 13 februari 1747 | 1752              | 17 juni 1769      |        |
| Namn                              | Bild | Födelse           | Tillträde        | Frånträde         | Död               | Källor |

1. Rysk generalguvernör under den ryska ockupationen av Finland 1741–1743.

## Generalguvernörer under ryska tiden 1808–1917
| Namn                               | Bild                                                       | Födelse           | Tillträde         | Frånträde         | Död               | Källor |
| ---------------------------------- | ---------------------------------------------------------- | ----------------- | ----------------- | ----------------- | ----------------- | ------ |
| Göran Magnus Sprengtporten         |                                                            | 16 augusti 1740   | 1 december 1808   | 17 juni 1809      | 19 september 1819 |        |
| Michail Barclay de Tolly           |                                                            | 27 december 1761  | 17 juni 1809      | 1 februari 1810   | 26 maj 1818       |        |
| Fabian von Steinheil               |                                                            | 3 oktober 1762    | Mars 1810         | 1813              |                   |        |
| Gustaf Mauritz Armfelt             |                                                            | 31 mars 1757      | 1813              | 1813              | 19 augusti 1814   |        |
| Fabian von Steinheil               |                                                            |                   | 1814              | 1824              | 23 februari 1831  |        |
| Arsenij Zakrevskij                 |                                                            | 24 september 1786 | 1824              | 1831              | 23 januari 1865   |        |
| Alexander Sergejevitj Mensjikov    |                                                            | 11 september 1787 | 1831              | 1855              | 2 maj 1869        |        |
| Friedrich Wilhelm Rembert von Berg |                                                            | 27 maj 1794       | 1855              | 1861              | 18 januari 1874   |        |
| Platon Rokassovskij                |                                                            | 15 januari 1800   | 1861              | 1866              | 6 april 1869      |        |
| Nikolaj Adlerberg                  |                                                            | 19 maj 1819       | 1866              | 1881              | 25 december 1892  |        |
| Fjodor Logginovitj Heiden          |                                                            | 27 september 1821 | 2 juni 1881       | 13 januari 1897   | 31 augusti 1900   | [ 1 ]  |
| Stepan Gontšarov                   |                                                            | 1831              | 1897              | 1898              | 1912              |        |
| Nikolaj Bobrikov                   |                                                            | 27 januari 1839   | 29 augusti 1898   | 17 juni 1904      | 17 juni 1904      |        |
| Ivan Obolenskij                    |                                                            | 2 november 1853   | 18 augusti 1904   | 18 november 1905  | 27 februari 1910  |        |
| Nikolaj Gerhard                    | Ivan Goremykin till vänster och Nikolaj Gerhard till höger | 3 september 1838  | 6 december 1905   | 2 februari 1908   | 9 december 1929   |        |
| Vladimir von Boeckmann             |                                                            | 31 maj 1848       | 2 februari 1908   | 24 november 1909  | 26 november 1923  |        |
| Franz Albert Seyn                  |                                                            | 27 juli 1862      | 24 november 1909  | 16 mars 1917      | Sommaren 1918     |        |
| Adam Lipski                        |                                                            | 1860              | Mars 1917         | Mars 1917         | ?                 |        |
| Michail Stachovitj                 |                                                            | 1861              | 31 mars 1917      | 17 september 1917 | 1923              |        |
| Nikolaj Nekrasov                   |                                                            | 1 februari 1879   | 17 september 1917 | 7 november 1917   | 7 maj 1940        |        |
| Namn                               | Bild                                                       | Födelse           | Tillträde         | Frånträde         | Död               | Källor |